# シャープファイナンス
シャープファイナンス株式会社（しゃーぷふぁいなんす、英文名称: SHARP FINANCE CORPORATION）は、シャープグループの金融・サービス会社である。芙蓉総合リースの連結子会社であり、シャープの持分法適用会社。

## 概要
1982年設立されたシャープグループの金融中核企業。リース・ローンを主な事業内容とするほか、シャープ興産との合併以来カーリース、保険代理店、不動産、ツーリスト事業も展開。リースはベンダーリースが基盤。特にみずほ銀行と提携した診療所向けファイナンス商品の提供、医業経営ジャーナル誌の発行、セミナー開催等、医療分野に強み。株式会社日本格付研究所（JCR）による格付で長期発行体格付A、国内CP格付J-1を取得（2013年11月1日時点）。

## 沿革
- 1957年 - シャープ月販を設立し、家電製品の割賦販売を開始。
- 1981年 – 各地の家電販売会社をシャープ家電株式会社として統合。
- 1982年 - シャープ家電より分離し、シャープファイナンスとして独立。
- 1985年 - シャープ興産と合併し、カーリース、保険代理店、不動産、ツーリスト事業を開始。
- 2008年 - 芙蓉総合リースが資本参加し連結子会社となる。
- 2016年 - 本社を現在地に移転。

## 主な事業所
- 北海道支店 - 北海道札幌市西区二十四軒1条7-3-17
- 仙台支店 - 宮城県仙台市若林区卸町東3-1-27
- 栃木支店 - 栃木県宇都宮市不動前4-2-41
- 東京支店 - 東京都港区芝浦1-2-3 シーバンスS館
- 名古屋支店 - 愛知県名古屋市中川区山王3-5-5
- 金沢支店 - 石川県野々市市御経塚4-103
- 大阪支店 - 大阪府大阪市中央区安土町2丁目3-13 大阪国際ビルディング
- 広島支店 - 広島県広島市安佐南区西原2-13-4
- 香川支店 - 香川県高松市朝日町6-2-8
- 福岡支店 - 福岡県福岡市博多区井相田2-12-1
- 沖縄支店 - 沖縄県那覇市曙2-10-1

## 参考
1. 1 2 3 4 5 6  シャープファイナンス株式会社 第44期決算公告
2. ↑  芙蓉総合リース株式会社 第45期有価証券報告書
3. ↑  みずほ銀行 診療所向け貸出商品「みずほクリニックアシスト」
4. ↑  株式会社日本格付研究所 2013年11月1日 News Release